# Villalbilla
Villalbilla község Spanyolországban, Madrid tartományban. Villalbilla Alcalá de Henares, Anchuelo, Corpa, Valverde de Alcalá és Torres de la Alameda községekkel határos. Lakosainak száma 18 000 fő (2024).

## Népesség
A település népessége az utóbbi években az alábbiak szerint változott:
| Lakosok száma | 4595 | 7037 | 8003 | 8923 | 11 010 | 11 916 | 13 038 | 13 878 | 15 866 | 18 000 |
|               | 2001 | 2004 | 2007 | 2009 | 2012   | 2014   | 2017   | 2019   | 2022   | 2024   |